# Fecsketárnics
A fecsketárnics (Gentiana asclepiadea) a tárnicsvirágúak (Gentianales) rendjébe, ezen belül a tárnicsfélék (Gentianaceae) családjába tartozó faj.

## Előfordulása
A fecsketárnics elterjedési területe Közép- és Dél-Európa, valamint az Alpok. Törökországban és Iránban is vannak őshonos állományai.

## Megjelenése
A fecsketárnics 30-100 centiméter magas, évelő növény, több egyszerű, sűrűn leveles, sokvirágú, felálló vagy elhajló szárral. Az 5-8 centiméter hosszú levelek szórt állásúak vagy két sorba rendeződtek, lándzsásak vagy tojásdad-lándzsásak, hosszan kihegyezettek, felfelé egyre kisebbé válnak, 3-5 erük van, ép szélűek. A rövid kocsányú virágok egyesével-hármasával állnak a felső levelek hónaljában. A párta 30-50 milliméter hosszú, sötétkék, belül ibolyásvörösen pontozott, és világos hosszcsíkok tarkítják, ritkán világoskék vagy fehér színű, keskeny harang alakú. 5 háromszögű cimpája között egy-egy tompa fog látható. A csésze cső alakú, hártyás, 5 igen rövid, keskeny cimpája van.

## Életmódja
A fecsketárnics élőhelye a hegyvidéki öv völgyeitől 2200 méter magasságig terjed. Üde lomb- és tűlevelű elegyes erdőkben, törpefenyvesekben, erdőszéleken, nedves réteken honos. Nyirkos, meszes, agyagos vagy tőzeges vályogtalajokon nő.
A virágzási ideje augusztus–október között van.

## Képek

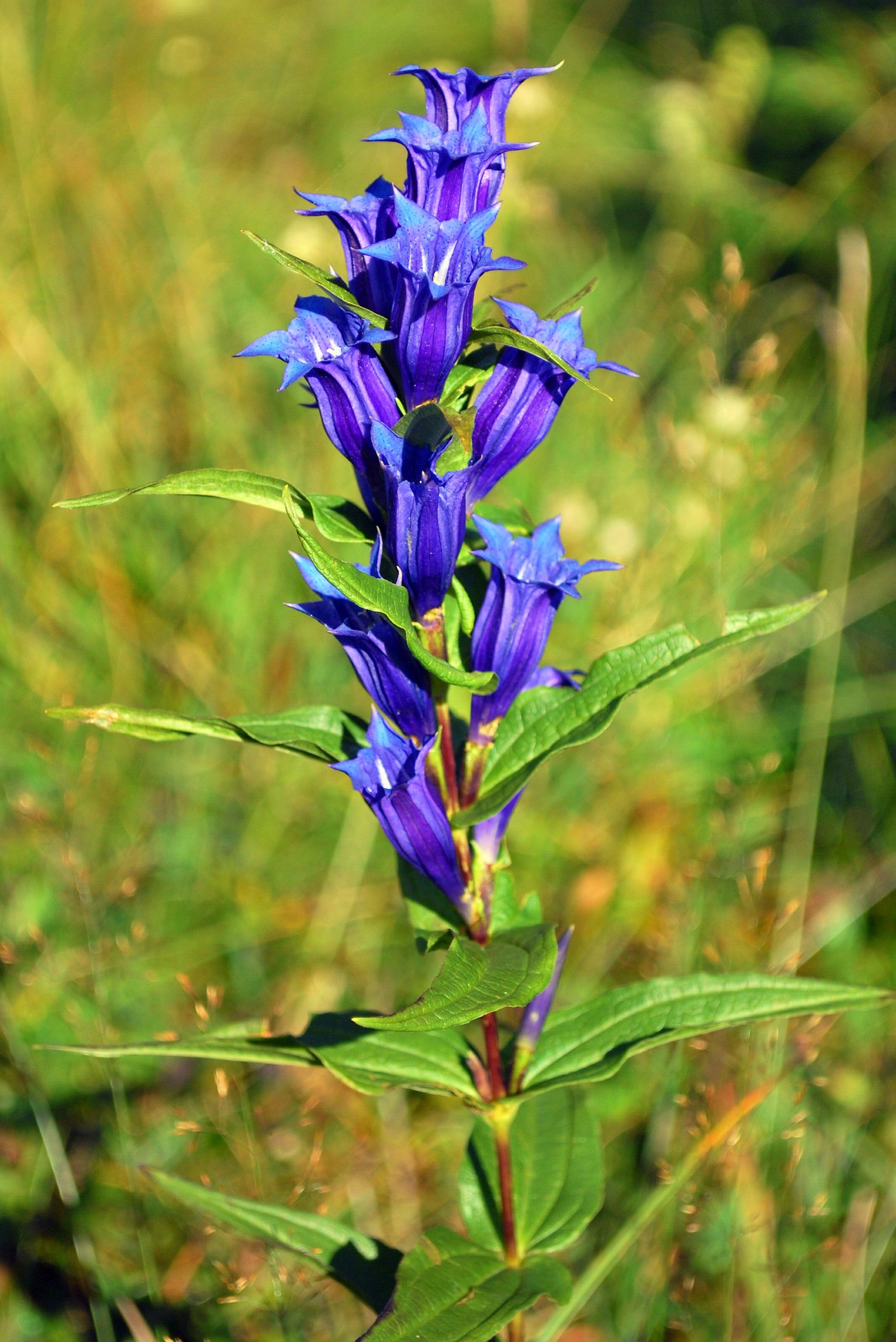
a növény
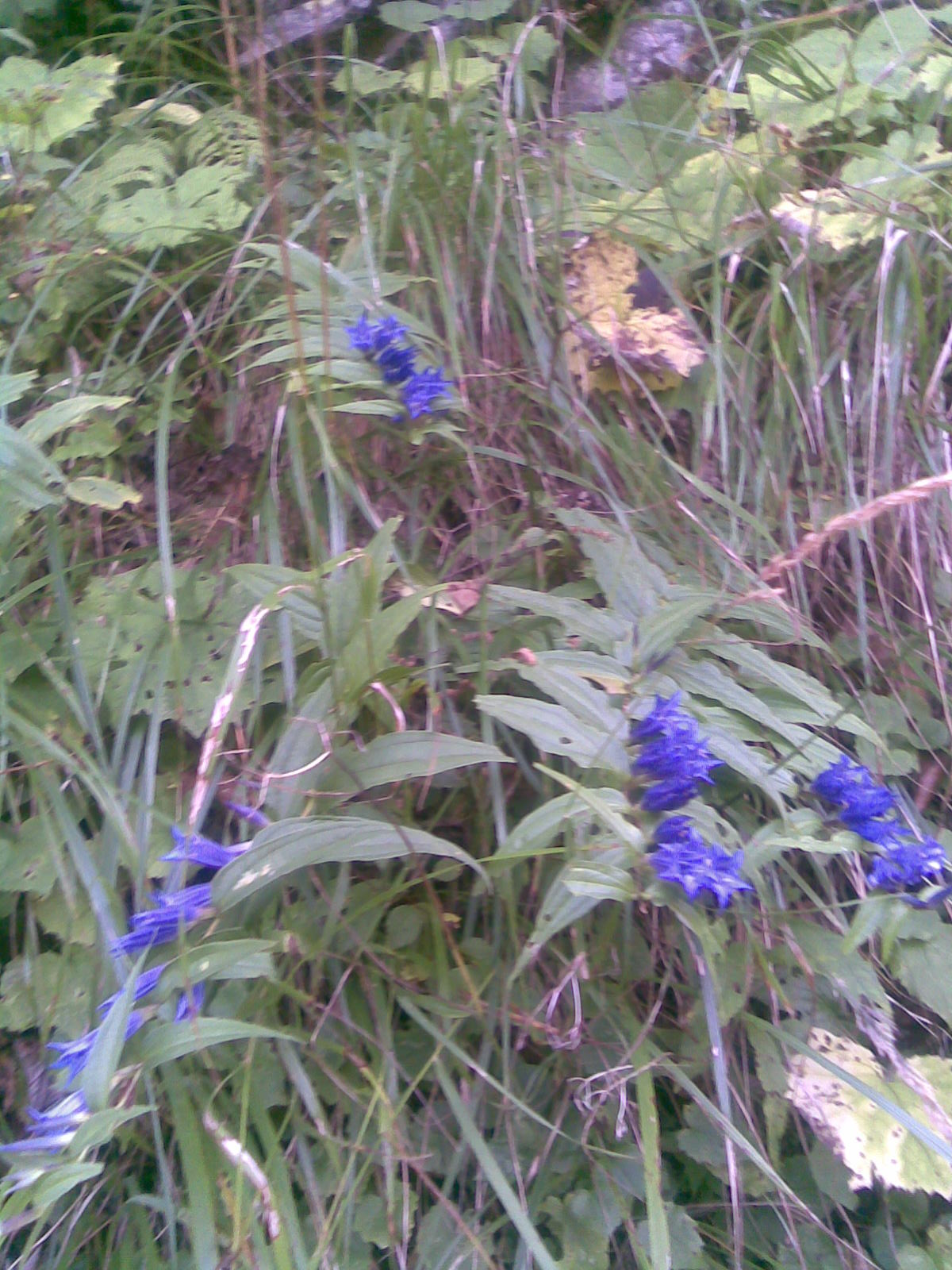
a természetes
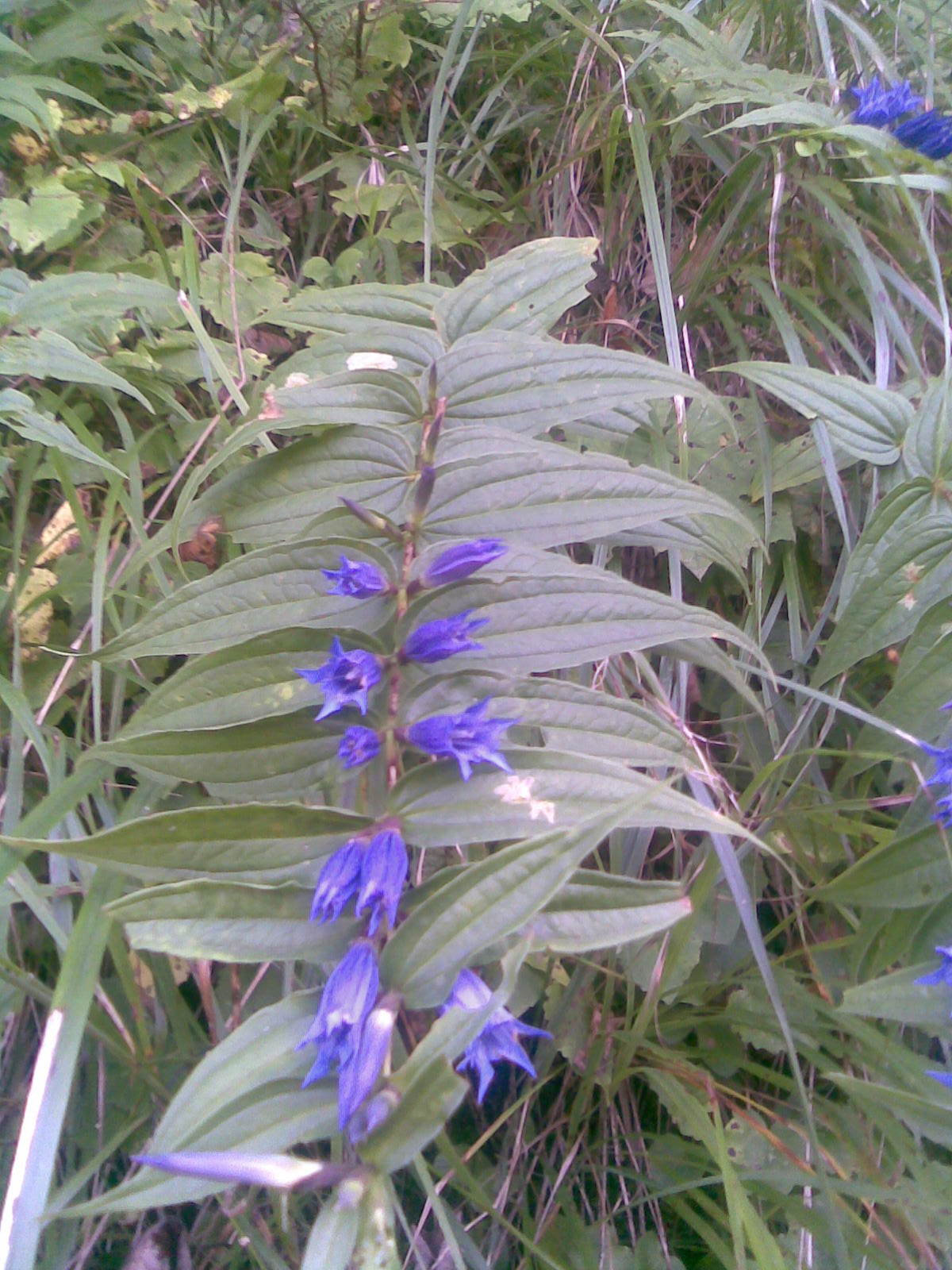
élőhelyén
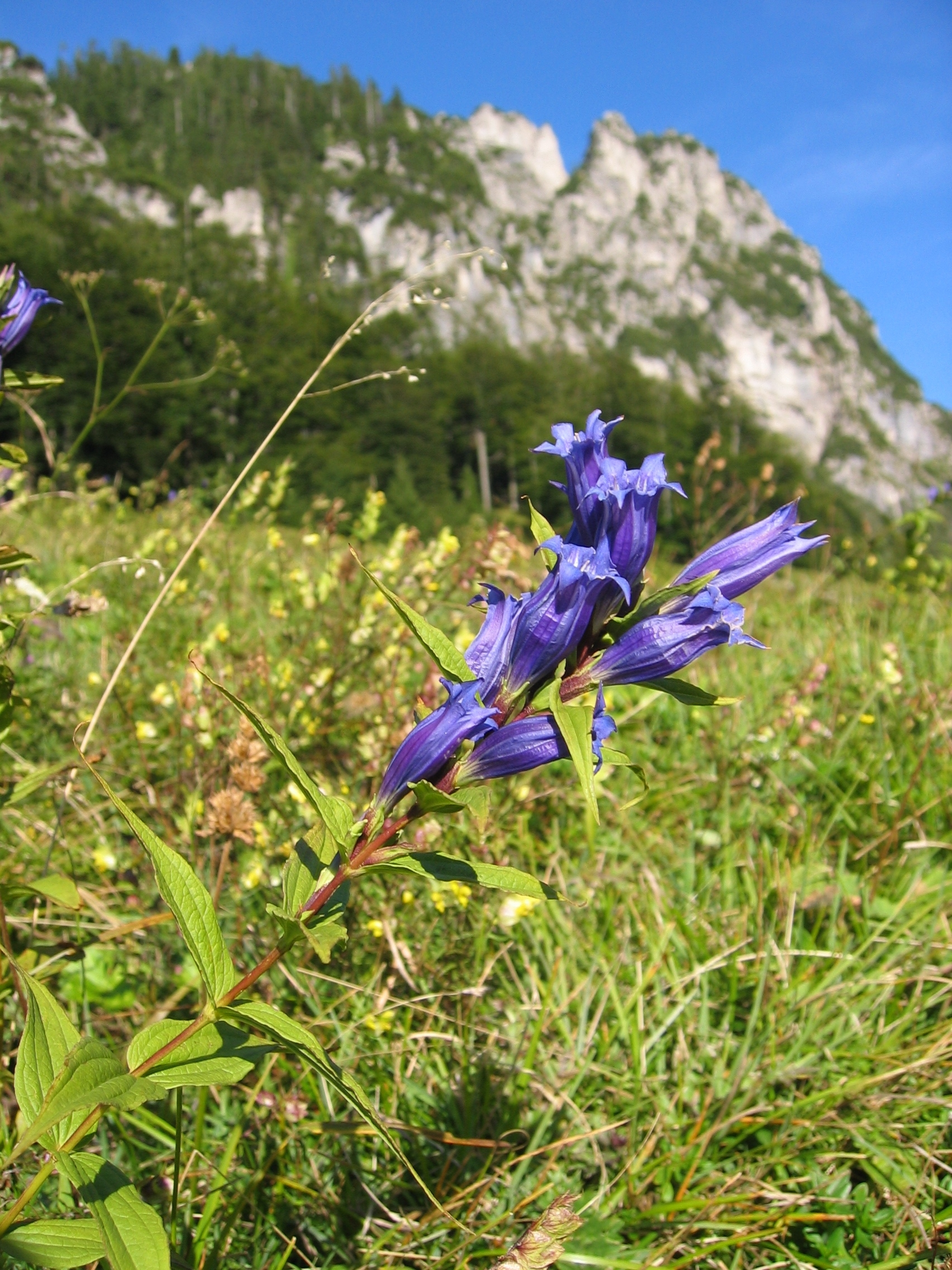
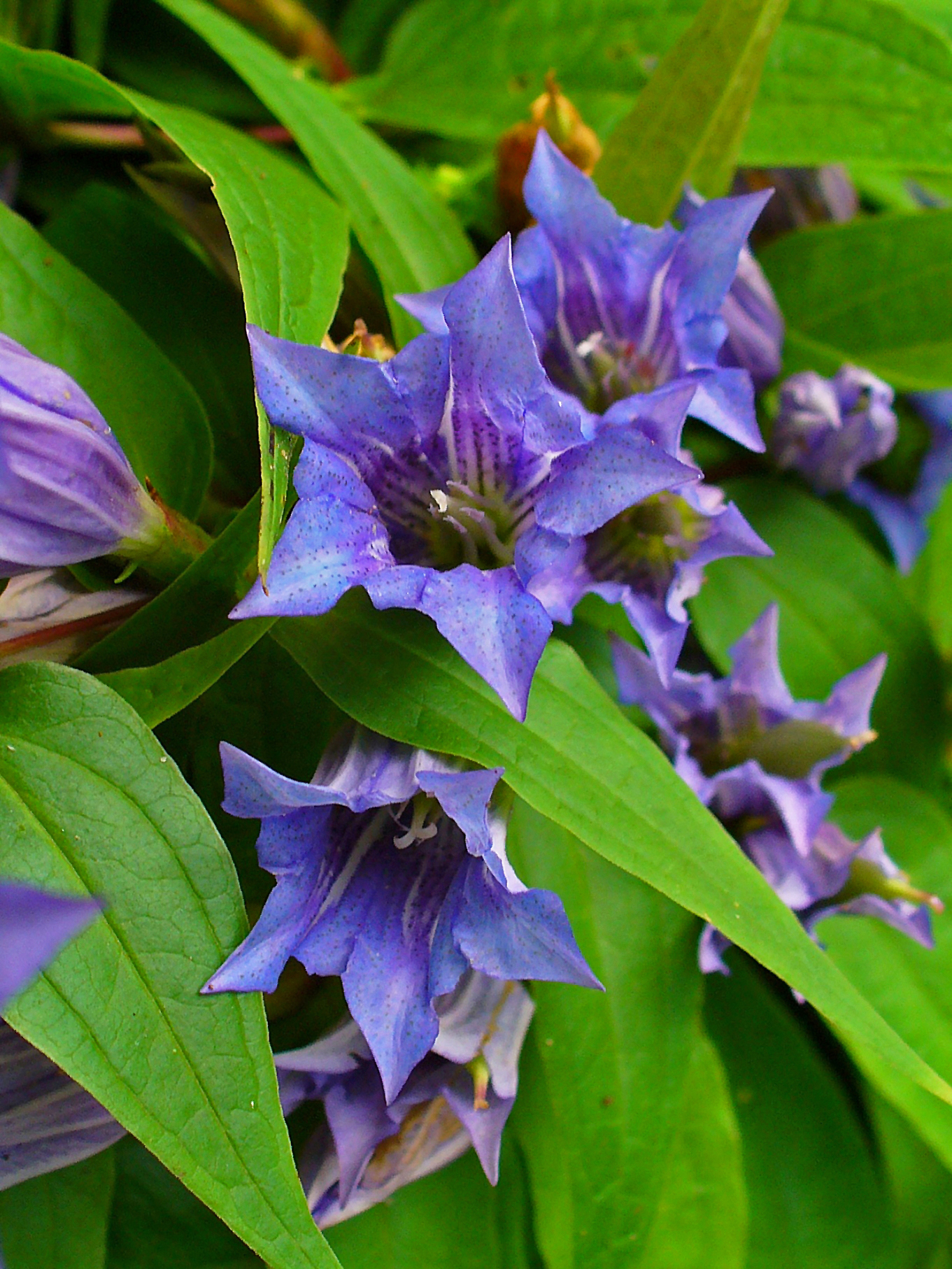
virágai
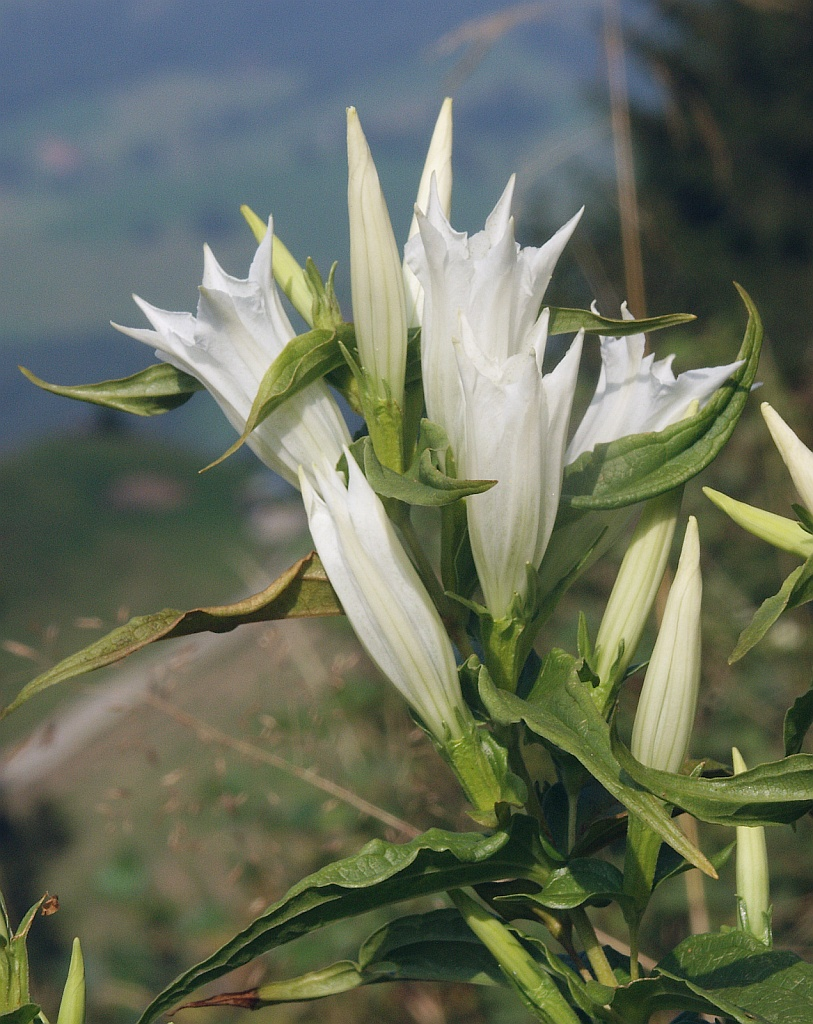
fehér változata
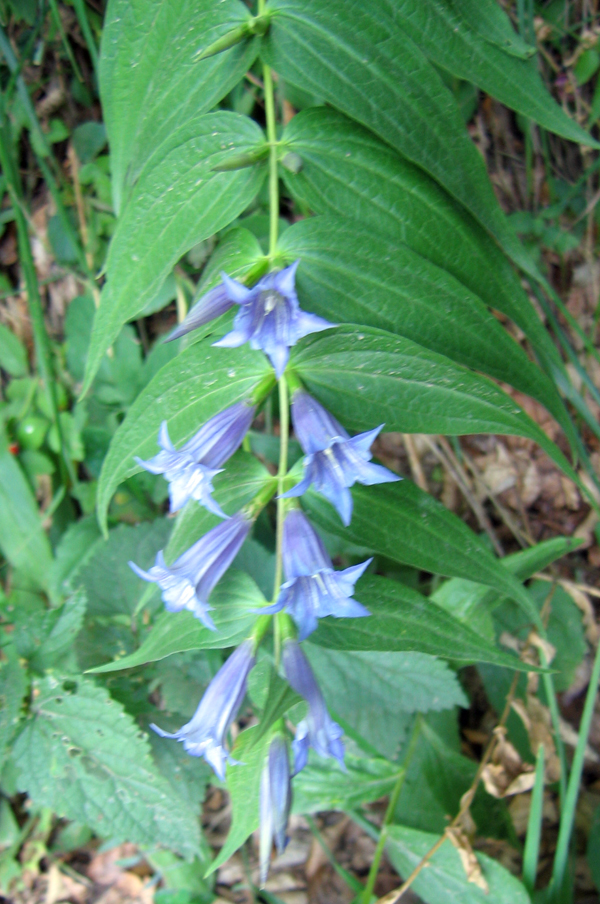
levelestül
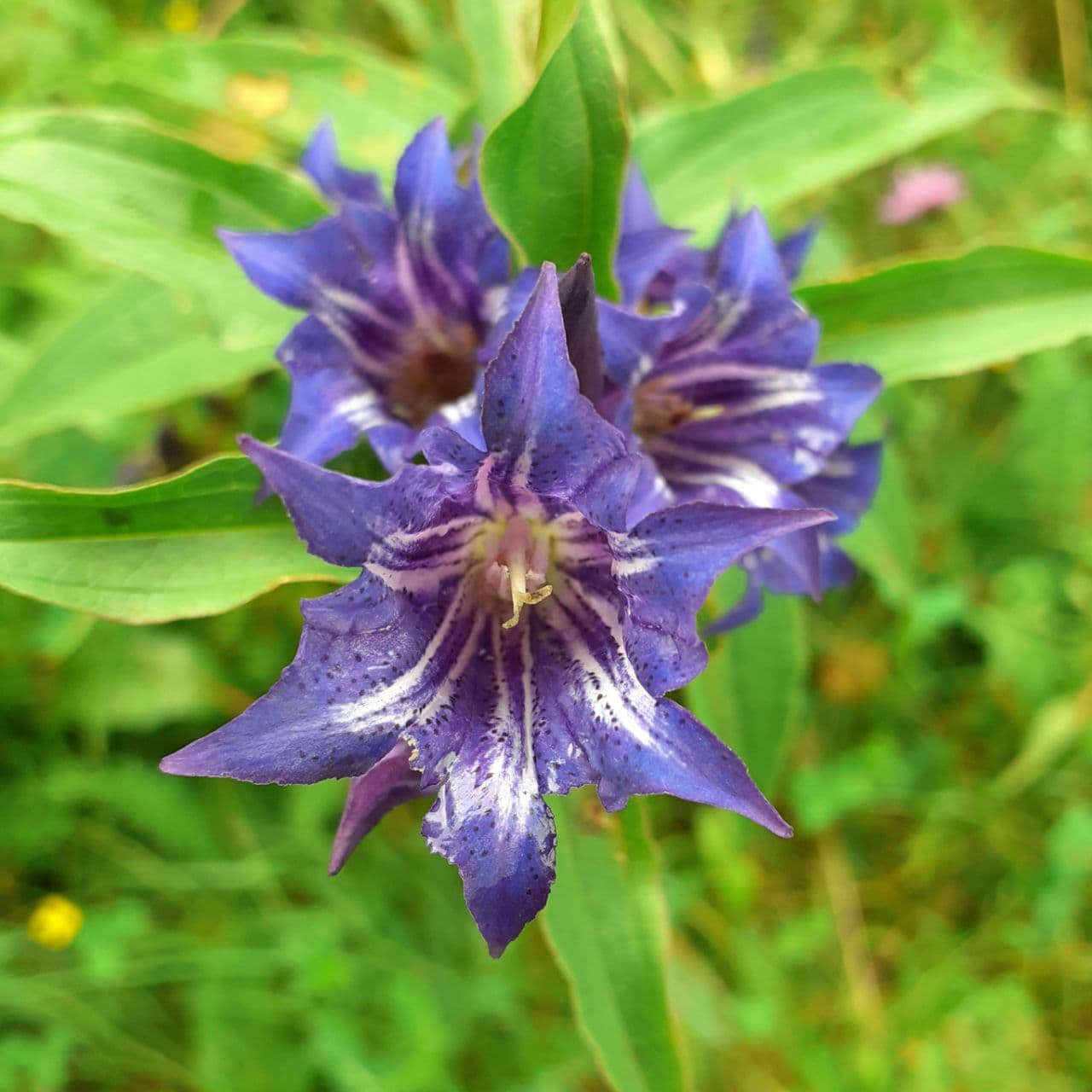
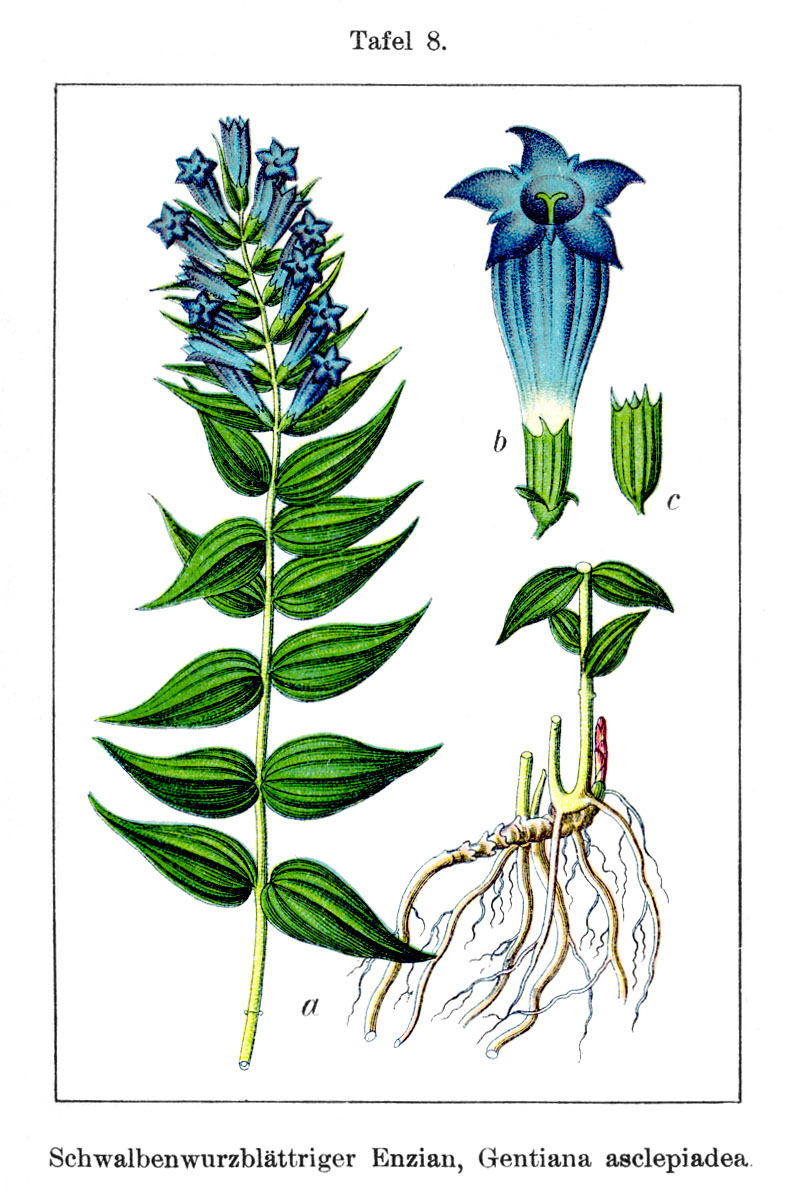
rajz a növényről